# Danau (Pagar Gunung)
Danau is een bestuurslaag in het regentschap Lahat van de provincie Zuid-Sumatra, Indonesië. Danau telt 357 inwoners (volkstelling 2010).